# Hebius bitaeniatum
Hebius bitaeniatum är en ormart som beskrevs av Wall 1925. Hebius bitaeniatum ingår i släktet Hebius och familjen snokar. Inga underarter finns listade i Catalogue of Life.
Arten förekommer i östra Myanmar samt över norra Laos och norra Vietnam till sydöstra Kina. Hebius bitaeniatum lever i bergstrakter mellan 1800 och 2400 meter över havet. Habitatet utgörs av bergsskogar.
Denna orm kan vara aktiv på dagen och på natten. Den jagar groddjur och fiskar. Honor lägger ägg. IUCN kategoriserar arten globalt som livskraftig.